# Turn the tide
Turn the tide is een single uit 2000 van Liquid feat. Silvy. Het nummer is geschreven door Regi Penxten en Wout Van Dessel. Het was de eerste samenwerking tussen Van Dessel en Silvy De Bie, die later onder de naam Sylver verder zouden gaan.
Turn the tide kwam in juli 2000 op plaats 28 binnen in de Vlaamse Ultratop 50 en klom daarna door naar de nummer 1-positie, welke de single bereikte op 5 augustus. De single bleef drie weken aan de top van de hitparade. De plaat bereikte evenerns de nummer 1-positie in de Vlaamse Radio 2 Top 30 en bleef 3 weken op nummer 1 staan.
Het was een van de tien meest verkochte singles van 2000 in Vlaanderen.
In Nederland bereikte de plaat in de zomer van 2000 slechts de 50e positie in de Mega Top 100 op destijds Radio 3FM. De Nederlandse Top 40 werd toen niet bereikt. Een jaar later, eind mei 2001, werd de uitgave onder de groepsnaam Sylver plots wél populair en werd destijds veel gedraaid op Radio 538, Yorin FM en Radio 3FM en werd een radiohit. De single werd Dancesmash en bereikte de 15e positie in zowel de Nederlandse Top 40 op Radio 538 als de Mega Top 100 op Radio 3FM.

## Hitnoteringen

### Vlaamse Ultratop 50
| "Turn the tide" in de Vlaamse Ultratop 50 - binnen: 1 juli 2000 | "Turn the tide" in de Vlaamse Ultratop 50 - binnen: 1 juli 2000 | "Turn the tide" in de Vlaamse Ultratop 50 - binnen: 1 juli 2000 | "Turn the tide" in de Vlaamse Ultratop 50 - binnen: 1 juli 2000 | "Turn the tide" in de Vlaamse Ultratop 50 - binnen: 1 juli 2000 | "Turn the tide" in de Vlaamse Ultratop 50 - binnen: 1 juli 2000 | "Turn the tide" in de Vlaamse Ultratop 50 - binnen: 1 juli 2000 | "Turn the tide" in de Vlaamse Ultratop 50 - binnen: 1 juli 2000 | "Turn the tide" in de Vlaamse Ultratop 50 - binnen: 1 juli 2000 | "Turn the tide" in de Vlaamse Ultratop 50 - binnen: 1 juli 2000 | "Turn the tide" in de Vlaamse Ultratop 50 - binnen: 1 juli 2000 | "Turn the tide" in de Vlaamse Ultratop 50 - binnen: 1 juli 2000 | "Turn the tide" in de Vlaamse Ultratop 50 - binnen: 1 juli 2000 | "Turn the tide" in de Vlaamse Ultratop 50 - binnen: 1 juli 2000 | "Turn the tide" in de Vlaamse Ultratop 50 - binnen: 1 juli 2000 | "Turn the tide" in de Vlaamse Ultratop 50 - binnen: 1 juli 2000 | "Turn the tide" in de Vlaamse Ultratop 50 - binnen: 1 juli 2000 | "Turn the tide" in de Vlaamse Ultratop 50 - binnen: 1 juli 2000 | "Turn the tide" in de Vlaamse Ultratop 50 - binnen: 1 juli 2000 |
| Week                                                            | 1                                                               | 2                                                               | 3                                                               | 4                                                               | 5                                                               | 6                                                               | 7                                                               | 8                                                               | 9                                                               | 10                                                              | 11                                                              | 12                                                              | 13                                                              | 14                                                              | 15                                                              | 16                                                              | 17                                                              |                                                                 |
| --------------------------------------------------------------- | --------------------------------------------------------------- | --------------------------------------------------------------- | --------------------------------------------------------------- | --------------------------------------------------------------- | --------------------------------------------------------------- | --------------------------------------------------------------- | --------------------------------------------------------------- | --------------------------------------------------------------- | --------------------------------------------------------------- | --------------------------------------------------------------- | --------------------------------------------------------------- | --------------------------------------------------------------- | --------------------------------------------------------------- | --------------------------------------------------------------- | --------------------------------------------------------------- | --------------------------------------------------------------- | --------------------------------------------------------------- | --------------------------------------------------------------- |
| Nummer                                                          | 28                                                              | 16                                                              | 4                                                               | 3                                                               | 2                                                               | 1                                                               | 1                                                               | 1                                                               | 4                                                               | 4                                                               | 5                                                               | 10                                                              | 12                                                              | 19                                                              | 24                                                              | 37                                                              | 49                                                              | uit                                                             |

### Mega Top 100
| Nummer | 76 | 67 | 50 | 53 | 61 | uit |